# Doug Anderson
Doug Anderson (Anderson, Indiana, 31 de agosto de 1973) é um cantor cristão norte-americano mais conhecido por sua passagem pelo quarteto Ernie Haase & Signature Sound. Curiosamente, durante a adolescência, Anderson era conhecido por ser um excelente jogador de basquete, sendo uma das estrelas dos times pelos quais jogou, na escola Lapel High School, e na Purdue University, com probabilidades inclusive de jogar na NBA, a liga profissional de basquete nos Estados Unidos. Entretanto, Anderson deixou a carreira de atleta e passou a dedicar-se à música gospel. Em 2002, foi contratado por Ernie Haase para integrar o recém formado Signature Sound Quartet, hoje Ernie Haase & Signature Sound, e permaneceu no grupo até junho de 2015, quando anunciou que estaria embarcando em carreira solo. Seu substituto foi Dustin Doyle.
Em setembro de 2015 foi divulgado um vídeo do que seria o TaRanda Greene's Trio, tendo como membros TaRanda Greene, Jody McBrayer e Doug Anderson. Anunciou-se que o grupo estaria preparando um álbum para o início de 2016.

## Discografia

### Com Ernie Haase & Signature Sound
- Ver artigo principal: Discografia de Ernie Haase & Signature Sound

### Solo
- Dreamin' Wide Awake (2011)
- Feeling At Home: Back Porch Sessions (2013)
- Drive (2015)